# Anneliese (nombre)
Anneliese es un nombre propio femenino de origen germánico, combinación de Anne y Liese.
Español Anneliese, compuesto por "Anne", del hebreo "Hanna" 'Dios se ha compadecido', y "liese", hipocorístico de "Elisabeth", del hebreo 'Dios es perfección'.

Anneliese también proviene del Ruso que significa
"Perfeción de Dios". ￼

Anneliese nombre del género femenino, "Anne" que significa "gracia o favor de Dios" , y "lise" que significa "Dios es mi promesa".
Anneliese nombre femenino de origen Danés
Qué significa "elegante luz".
Anneliese derivado de un compuesto "Ana" que significa "gracia" y "Elis" diminutivo de Elizabeth que en alemán significa "Dios es generoso".
Otras variantes son Annelie y Anneliese.